# Microporellus brunneus
Microporellus brunneus är en svampart som beskrevs av Corner 1987. Microporellus brunneus ingår i släktet Microporellus och familjen Polyporaceae.   Inga underarter finns listade i Catalogue of Life.